# Scott Lipsky
Scott Lipsky (Merrick, Nova York, 14 d'agost de 1981) fou un jugador professional i entrenador de tennis estatunidenc especialista en dobles.
En el seu palmarès hi ha setze títols de dobles i un de dobles mixts, el Roland Garros de 2011 junt a l'australiana Casey Dellacqua. Va arribar al 21è lloc del rànquing de dobles l'any 2013. Després de la seva retirada el 2018 va esdevenir entrenador de tennis.
Va destacar en categoria júnior esdevenint el millor tennista dels Estats Units individualment i en dobles durant tres anys (1995-1997), i va dominar el campionat de la NCAA competint per la Universitat Stanford.

## Biografia
Fill de Gail i Marc, va començar a jugar a tennis amb cinc anys a Westbury, posteriorment a Port Washington i Glen Cove.
Es va casar amb Marie el juliol de 2010 a Laguna Beach, i es van instal·lar a Huntington Beach.

## Torneigs de Grand Slam

### Dobles mixts: 1 (1−0)
| Resultat  | Núm. | Any  | Torneig       | Parella         | Oponents                          | Marcador            |
| --------- | ---- | ---- | ------------- | --------------- | --------------------------------- | ------------------- |
| Guanyador | 1.   | 2011 | Roland Garros | Casey Dellacqua | Katarina Srebotnik Nenad Zimonjić | 7−6(6), 4−6, [10−7] |

## Palmarès

### Dobles masculins: 28 (16−12)
| Llegenda (pre/post 2009)                                 |
| -------------------------------------------------------- |
| Grand Slams (0−0)                                        |
| Tennis Masters Cup / ATP Finals (0−0)                    |
| ATP Masters Series / ATP World Tour Masters 1000 (0−0)   |
| ATP International Series Gold / ATP World Tour 500 (1−0) |
| ATP International Series / ATP World Tour 250 (15−12)    |

| Títols per superfície |
| --------------------- |
| Dura (7−8)            |
| Gespa (2−2)           |
| Terra batuda (7−2)    |

| Resultat  | Núm. | Data                   | Torneig                         | Superfície   | Parella           | Oponents                               | Marcador             |
| --------- | ---- | ---------------------- | ------------------------------- | ------------ | ----------------- | -------------------------------------- | -------------------- |
| Finalista | 1.   | 23 de juliol 2007      | Los Angeles, Estats Units       | Dura         | David Martin      | Bob Bryan Mike Bryan                   | 6−7(5), 2−6          |
| Guanyador | 1.   | 24 de febrer de 2008   | San Jose, Estats Units          | Dura (i)     | David Martin      | Bob Bryan Mike Bryan                   | 7−6(4), 7−5          |
| Finalista | 2.   | 4 de maig de 2008      | Múnic, Alemanya                 | Terra batuda | David Martin      | Michael Berrer Rainer Schüttler        | 5−7, 6−3, [8−10]     |
| Finalista | 3.   | 20 de juliol de 2008   | Indianapolis, Estats Units      | Dura         | David Martin      | Ashley Fisher Tripp Phillips           | 6−3, 3−6, [5−10]     |
| Finalista | 4.   | 28 de setembre de 2008 | Bangkok, Tailàndia              | Dura (i)     | David Martin      | Lukáš Dlouhý Leander Paes              | 4−6, 6−7(4)          |
| Finalista | 5.   | 17 de gener de 2009    | Auckland, Nova Zelanda          | Dura         | Leander Paes      | Martin Damm Robert Lindstedt           | 5−7, 4−6             |
| Guanyador | 2.   | 10 de maig de 2009     | Estoril, Portugal               | Terra batuda | Eric Butorac      | Martin Damm Robert Lindstedt           | 6−3, 6−2             |
| Guanyador | 3.   | 25 de juliol de 2010   | Atlanta, Estats Units           | Dura         | Rajeev Ram        | Rohan Bopanna Kristof Vliegen          | 6−3, 6−7(4), [12−10] |
| Finalista | 6.   | 6 de febrer de 2011    | Johannesburg, Sud-àfrica        | Dura         | Rajeev Ram        | James Cerretani Adil Shamasdin         | 3−6, 6−3, [7−10]     |
| Guanyador | 4.   | 13 de febrer de 2011   | San Jose                        | Dura (i)     | Rajeev Ram        | Alejandro Falla Xavier Malisse         | 6−4, 4−6, [10−8]     |
| Guanyador | 5.   | 27 de febrer de 2011   | Delray Beach, Estats Units      | Dura         | Rajeev Ram        | Christopher Kas Alexander Peya         | 4−6, 6−4, [10−3]     |
| Guanyador | 6.   | 24 d'abril de 2011     | Barcelona, Espanya              | Terra batuda | Santiago González | Bob Bryan Mike Bryan                   | 5−7, 6−2, [12−10]    |
| Finalista | 7.   | 17 de juny de 2012     | Halle, Alemanya                 | Gespa        | Treat Huey        | Aisam-ul-Haq Qureshi Jean-Julien Rojer | 3−6, 4−6             |
| Guanyador | 7.   | 15 de juliol de 2012   | Newport, Estats Units           | Gespa        | Santiago González | Colin Fleming Ross Hutchins            | 7−6(3), 6−3          |
| Guanyador | 8.   | 25 d'agost de 2012     | Winston-Salem, Estats Units     | Dura         | Santiago González | Pablo Andújar Leonardo Mayer           | 6−3, 4−6, [10−2]     |
| Guanyador | 9.   | 5 de maig de 2013      | Estoril (2)                     | Terra batuda | Santiago González | Aisam-ul-Haq Qureshi Jean-Julien Rojer | 6−3, 4−6, [10−7]     |
| Guanyador | 10.  | 16 de juny de 2013     | Halle                           | Gespa        | Santiago González | Daniele Bracciali Jonathan Erlich      | 6−2, 7−6(3)          |
| Guanyador | 11.  | 4 de maig de 2014      | Oeiras (3)                      | Terra batuda | Santiago González | Pablo Cuevas David Marrero             | 6−3, 3−6, [10−8]     |
| Guanyador | 12.  | 24 de maig de 2014     | Düsseldorf, Alemanya            | Terra batuda | Santiago González | Martin Emmrich Christopher Kas         | 7−5, 4−6, [10−3]     |
| Finalista | 8.   | 21 de juny de 2014     | 's-Hertogenbosch, Països Baixos | Gespa        | Santiago González | Jean-Julien Rojer Horia Tecău          | 3−6, 6−7(3)          |
| Finalista | 9.   | 12 d'abril de 2015     | Houston, Estats Units           | Terra batuda | Treat Huey        | Ričardas Berankis Teymuraz Gabashvili  | 4−6, 4−6             |
| Guanyador | 13.  | 3 de maig de 2015      | Estoril (4)                     | Terra batuda | Treat Huey        | Marc López David Marrero               | 6−1, 6−4             |
| Finalista | 10.  | 29 d'agost de 2015     | Winston-Salem                   | Dura         | Eric Butorac      | Dominic Inglot Robert Lindstedt        | 2−6, 4−6             |
| Guanyador | 14.  | 1 de novembre de 2015  | València, Espanya               | Dura (i)     | Eric Butorac      | Feliciano López Max Mirnyi             | 7−6(4), 6−3          |
| Finalista | 11.  | 16 de gener de 2016    | Auckland (2)                    | Dura         | Eric Butorac      | Mate Pavić Michael Venus               | 5−7, 4−6             |
| Guanyador | 15.  | 1 de maig de 2016      | Estoril (5)                     | Terra batuda | Eric Butorac      | Łukasz Kubot Marcin Matkowski          | 6−4, 3−6, [10−8]     |
| Finalista | 12.  | 14 de gener de 2017    | Auckland (3)                    | Dura         | Jonathan Erlich   | Marcin Matkowski Aisam-ul-Haq Qureshi  | 6−1, 2−6, [3−10]     |
| Guanyador | 16.  | 22 d'octubre de 2017   | Anvers, Bèlgica                 | Dura (i)     | Divij Sharan      | Santiago González Julio Peralta        | 6−4, 2−6, [10−5]     |

### Dobles mixts: 1 (1−0)
| Resultat  | Núm. | Data           | Torneig               | Superfície   | Parella         | Oponents                          | Marcador            |
| --------- | ---- | -------------- | --------------------- | ------------ | --------------- | --------------------------------- | ------------------- |
| Finalista | 1.   | 6 de juny 2011 | Roland Garros, França | Terra batuda | Casey Dellacqua | Katarina Srebotnik Nenad Zimonjić | 7−6(6), 4−6, [10−7] |

## Trajectòria

### Dobles masculins
| Open d'Austràlia | A    | A    | A    | A   | A   | A   | A   | A     | 2R    | 1R    | 2R    | 1R    | QF    | 1R    | 1R    | 1R    | 2R    | 1R    | 0 / 10    | 6 – 10    |
| Roland Garros | A    | A    | A    | A   | A   | A   | A   | 1R    | 2R    | 1R    | 2R    | QF    | 3R    | 1R    | 2R    | 1R    | 3R    | 2R    | 0 / 11    | 11 – 11   |
| Wimbledon | A    | A    | A    | A   | A   | A   | A   | 3R    | 1R    | 2R    | 1R    | 2R    | QF    | 2R    | 2R    | 2R    | 2R    | 1R    | 0 / 11    | 11 – 11   |
| US Open | A    | A    | A    | A   | A   | A   | A   | 1R    | 1R    | 1R    | 1R    | 1R    | 3R    | 1R    | SF    | 3R    | 1R    | 1R    | 0 / 11    | 8 – 11    |
| Total Victòries−Derrotes                                                                                                   | 0–1  | 0–0  | 0–0  | 0–0 | 0–0 | 0–0 | 0–0 | 14–17 | 22–22 | 18–22 | 15–18 | 29–25 | 35–27 | 29–26 | 24–26 | 32–25 | 24–23 | 18–20 | 260 – 252 | 260 – 252 |
| Rànquing a final d'any | 1232 | 1164 | 1458 | 415 | 225 | 154 | 101 | 63    | 57    | 51    | 59    | 29    | 25    | 31    | 32    | 40    | 48    | 69    |           |           |
| Llegenda: G: Guanyador; F: Finalista; SF: Semifinalista; QF: Quarts de final; Q: Qualificació; A: Absent; RR: Round Robin; |      |      |      |     |     |     |     |       |       |       |       |       |       |       |       |       |       |       |           |           |

### Dobles mixts
| Open d'Austràlia | A  | A | A | A | A  | A  | A  | A  | 2R | 2R | SF | 1R | A  | A  | 0 / 4 | 5 – 4 |
| Roland Garros | A  | A | A | A | A  | A  | A  | G  | 1R | 1R | 1R | 2R | 1R | A  | 1 / 6 | 6 – 6 |
| Wimbledon | A  | A | A | A | 3R | 1R | A  | 2R | 1R | 3R | 1R | 1R | QF | 1R | 0 / 9 | 8 – 9 |
| US Open | 1R | A | A | A | 1R | A  | 2R | 2R | 2R | 1R | 1R | 1R | 2R | A  | 0 / 9 | 4 – 9 |
| Llegenda: G: Guanyador; F: Finalista; SF: Semifinalista; QF: Quarts de final; Q: Qualificació; A: Absent; RR: Round Robin; |    |   |   |   |    |    |    |    |    |    |    |    |    |    |       |       |